# Robleda
Robleda é um município da Espanha na província de Salamanca, comunidade autónoma de Castela e Leão, de área 78,85 km² com população de 536 habitantes (2007) e densidade populacional de 6,97 hab/km².

## Demografia
| Variação demográfica do município entre 1991 e 2004 | Variação demográfica do município entre 1991 e 2004 | Variação demográfica do município entre 1991 e 2004 | Variação demográfica do município entre 1991 e 2004 |
| --------------------------------------------------- | --------------------------------------------------- | --------------------------------------------------- | --------------------------------------------------- |
| 1991                                                | 1996                                                | 2001                                                | 2004                                                |
| 650                                                 | 602                                                 | 579                                                 | 549                                                 |